# Liste von Krankenhäusern in Krefeld
Die Liste von Krankenhäusern in Krefeld erfasst vorhandene, ehemals selbständige und ehemalige Krankenhäuser auf dem Gebiet der Stadt Krefeld.

## Liste
In der Reihenfolge der Gründung:
| Name                                | Ortsteil           | Jahr der Eröffnung | Träger                 | Anmerkungen                                    | Bild |
| ----------------------------------- | ------------------ | ------------------ | ---------------------- | ---------------------------------------------- | ---- |
| Helios Klinikum Krefeld             | Krefeld Innenstadt | 1847               | Helios Kliniken        | ehemals Städtische Kliniken                    |      |
| Helios Cäcilien-Hospital Hüls       | Hüls               | 1847               | Helios Kliniken        | 2007 von Helios zu 74,9 % erworben.            |      |
| Alexianer-Krankenhaus Krefeld       | Diessem            | 1863               | Alexianer Krefeld GmbH | Fachkrankenhaus für Psychiatrie und Neurologie |      |
| Helios St. Josefshospital Uerdingen | Uerdingen          | 1875               | Helios                 | 2019 von den Maltesern an Helios verkauft.     |      |
| Klinik Königshof                    | Königshof          | 1888               | St. Augustinus Gruppe  | Fachkrankenhaus für Psychiatrie                |      |
| Krankenhaus Maria Hilf              | Diessem            | 1913               | Alexianer Krefeld GmbH | überwiegend psychiatrisches Krankenhaus        |      |